# Châteaulin
Châteaulin (Kastellin, en bretón) es una comuna francesa situada en el departamento de Finisterre, en la región de Bretaña.

## Demografía
| 4096 | 4370 | 4711 | 5357 | 4965 | 5157 | 5164 |
| Para los censos de 1962 a 1999 la población legal corresponde a la población sin duplicidades (Fuente: INSEE [Consultar]) |      |      |      |      |      |      |